# Župnija Velenje – Sveti Martin
Župnija Velenje – Sveti Martin je rimskokatoliška teritorialna župnija Dekanije Gornji Grad - Šaleška dolina, ki je del škofije Celje.

### Novejši zgodovinski dogodki, povezani z župnijo
Do 7. aprila 2006, ko je bila ustanovljena škofija Celje, je bila župnija del Savinjsko-šaleškega naddekanata škofije Maribor.
Do reorganizacije nadekanatov in dekanij Škofije Celje dne 1. septembra 2021, je bila župnija sestavni del Dekanije Šaleška dolina.